# Quận Gadsden, Florida
Quận Gadsden là một quận thuộc tiểu bang Florida, Hoa Kỳ. Quận lỵ đóng ở Quincy6. 
Dân số theo điều tra năm 2010 của Cục điều tra dân số Hoa Kỳ là 46389 người.

## Địa lý
Theo Cục điều tra dân số Hoa Kỳ, quận này có diện tích 1370 km2, trong đó có 31 km2 là diện tích mặt nước.